# Poeciloscarta extricans
Poeciloscarta extricans är en insektsart som beskrevs av Walker 1858. Poeciloscarta extricans ingår i släktet Poeciloscarta och familjen dvärgstritar. Inga underarter finns listade i Catalogue of Life.